# Störmeder Bach
Der Störmeder Bach ist ein Fließgewässer im Kreis Soest in Nordrhein-Westfalen. Er ist der knapp siebzehn Kilometer lange linke Quellbach des Brandenbaumer Baches.

## Geographie

### Verlauf
Der Störmeder Bach hat seine Quelle südlich von Störmede, einem Stadtteil von Geseke, und südlich der Erwitter Straße (= Bundesstraße 1). Von dort fließt er nach Norden durch Störmede und nimmt dort eine namenlose Schledde auf. Nördlich von Störmede, an der Störmeder Mühle mündet die Lake von Westen in das Gewässer. Im Naturschutzgebiet (NSG) Stockheimer Bruch nimmt er die Westerschledde auf und unterquert die Landesstraße L 749 östlich von Bönninghausen. Im NSG Osternheuland – In den Erlen vereinigt er sich mit dem Geseker Bach zum Brandenbaumer Bach. Dieser mündet weiter nördlich in die Lippe.

### Zuflüsse
- Löher Gotte (rechts), 1,7 km
- Lake (links), 1,7 km
- Westerschledde (rechts), 15,4 km